# Carraraïta
La carraraïta és un mineral de la classe dels sulfats, que pertany al grup de l'ettrinita. Anomenada així per la seva localitat tipus: les pedreres de Carrara d'on s'extreu el marbre. És l'anàleg de germani de la thaumasita.

## Classificació
Segons la classificació de Nickel-Strunz, la carraraïta pertany a «07.D - Sulfats (selenats, etc.) amb anions addicionals, amb H₂O, amb cations de mida mitjana i grans; amb NO₃, CO₃, B(OH)₄, SiO₄ o IO₃» juntament amb els següents minerals: darapskita, humberstonita, ungemachita, clinoungemachita, charlesita, ettringita, jouravskita, sturmanita, thaumasita, bentorita, buriatita, rapidcreekita, korkinoïta, tatarskita, nakauriïta, chessexita, carlosruizita, fuenzalidaïta i txeliabinskita.

## Característiques
La carraraïta és un sulfat de fórmula química Ca₃Ge(SO₄)(CO₃)(OH)₆(H₂O)₁₂. Cristal·litza en el sistema hexagonal.

## Formació i jaciments
És forma com a producte d'alteració hidrotermal de sulfurs de Cu-V en cavitats dins de calcita en els marbres de Carrara. Es troba associada a nordstrandita i dawsonita. Ha estat descrita a la pedrera de Carara i les pedreres de Gioia (ambdues localitats a Itàlia).